# Instituto Superior Técnico
Het Instituto Superior Técnico (IST, kort Técnico) is een openbare onderzoeks- en onderwijsinstituut voor techniek en technologie, sinds 2013 onderdeel van de Universiteit van Lissabon. Het werd opgericht als een autonome hogeschool in 1911, en geïntegreerd in de Universidade Técnica de Lisboa in 1930. IST is de grootste technische school in Portugal op basis van het aantal ingeschreven studenten, de grootte van de faculteit, de wetenschappelijke productie en patenten. In 2020 waren 12.496 studenten ingeschreven.
IST heeft drie campi, allemaal gelegen in het grootstedelijk gebied van Lissabon: Alameda in Lissabon, Taguspark in Oeiras en Tecnológico e Nuclear Campus in Loures, en bestaat uit tien afdelingen die verantwoordelijk zijn voor het onderwijzen van meerdere universitaire programma's.
Alfredo Bensaúde, een ingenieur, was de eerste decaan van IST (1911-1922) en bevorderde een brede hervorming in het Portugese hoger technisch onderwijs, waaronder de eerste technische opleidingen aan de IST: mijnbouw, civiel ingenieur, mechanische, elektrische en chemisch-industriële ingenieurswetenschappen. De tweede decaan van IST was Duarte Pacheco (1927-1932), ook een ingenieur, die verantwoordelijk was voor de bouw van de campus in Alameda, ontworpen door architect Porfírio Pardal Monteiro.
IST is lid van verschillende academische en wetenschappelijke consortia en verenigingen, waaronder TIME, CLUSTER, CESAER en PEGASUS, het Partnership of a European Group of Aeronautics and Space Universities, waar ook de Technische Universiteit Delft deel van uitmaakt.
Aalborg ·
Aken ·
Barcelona ·
Belgrado · 
Berlijn · 
Boedapest · 
Boekarest · 
Braunschweig · 
Brno ·
Darmstadt ·
Delft ·
Dresden ·
Dublin ·
Enschede · 
Gdańsk · 
Gent ·
Glasgow · 
Göteborg ·
Graz ·
Grenoble ·
Guildford · 
Haifa ·
Hannover ·
Helsinki ·
Istanboel ·
Karlsruhe ·
Kaunas ·
Lausanne ·
Leuven ·
Lissabon ·
Lissabon NOVA ·
Louvain-la-Neuve ·
Lund · 
Lyon ·
Madrid ·
Milaan ·
Parijs-Saclay ·
Parijs ParisTech ·
Porto ·
Poznań ·
Praag ·
Riga ·
Sheffield · 
Stockholm ·
Stuttgart ·
Tallinn ·
Tomsk ·
Trondheim ·
Turijn ·
Valencia ·
Warschau ·
Wenen ·
Zürich
 België: 
Faculté polytechnique de Mons · 
Université catholique de Louvain · 
Université libre de Bruxelles · 
Université de Liège · 
Vrije Universiteit Brussel · 
 Denemarken: 
Danmarks Tekniske Universitet · 
 Brazilië: 
Universiteit van São Paulo · Escola Politécnica da Universidade de São Paulo · 
 Duitsland: 
Rheinisch-Westfälische Technische Hochschule · 
Technische Universiteit Berlijn · 
Technische Universität Darmstadt · 
Technische Universität Dresden · 
Leibniz Universität Hannover · 
Technische Universität München · 
Friedrich-Alexander-Universität Erlangen-Nürnberg · 
Universiteit van Stuttgart · 
 Finland:
Teknillinen Korkeakoulu ·
 Frankrijk:
École Centrale de Lille · 
École centrale de Lyon ·
École centrale de Marseille ·
École centrale de Nantes ·
École centrale Paris ·
École nationale des ponts et chaussées ·
École nationale supérieure de techniques avancées · 
Institut supérieur de l'aéronautique et de l'espace · 
École Supérieure d'Électricité · 
 Griekenland:
Aristoteles-universiteit van Thessaloniki · 
Ethniko Metsovio Polytechnio Athina ·
 Hongarije:
Budapest University of Technology and Economics · 
 Italië:
Politecnico di Milano ·
Politecnico di Torino · 
Universiteit van Padua ·
Università degli Studi di Trento ·
 Noorwegen:
Technisch-natuurwetenschappelijke Universiteit van Noorwegen ·
 Oostenrijk:
Technische Universiteit Wenen ·
 Polen:
Wroclaw University of Technology ·
 Portugal ·
Instituto Superior Técnico · 
 Rusland:
Technische Staatsuniversiteit van Moskou ·
Moscow State Technical University of Radio Engineering · 
Tomsk Polytechnic University ·
 Spanje:
Universidad Politécnica de Madrid · 
Universitat Politècnica de València · 
Universidad Pontificia Comillas · 
Universidad de Sevilla · 
Universitat Politècnica de Catalunya · 
 Tsjechië:
Tsjechische Technische Universiteit · 
 Turkije:
Technische Universiteit Istanboel · 
 Verenigd Koninkrijk:
Queen's Universiteit van Belfast · 
 Zweden:
Technische Universiteit Chalmers · 
Kungl. Tekniska Högskolan ·
Lunds Tekniska Högskola · 
 Zwitserland:
Eidgenössische Technische Hochschule Zürich · 
Technische Universiteit van Lausanne